# Qadamgah
Qadamgāh (farsi قدمگاه) è una città dello shahrestān di Nishapur, circoscrizione di Zeberkhan, nella provincia del Razavi Khorasan in Iran. Aveva, nel 2006, una popolazione di 3.006 abitanti.